# سي إس تي-100

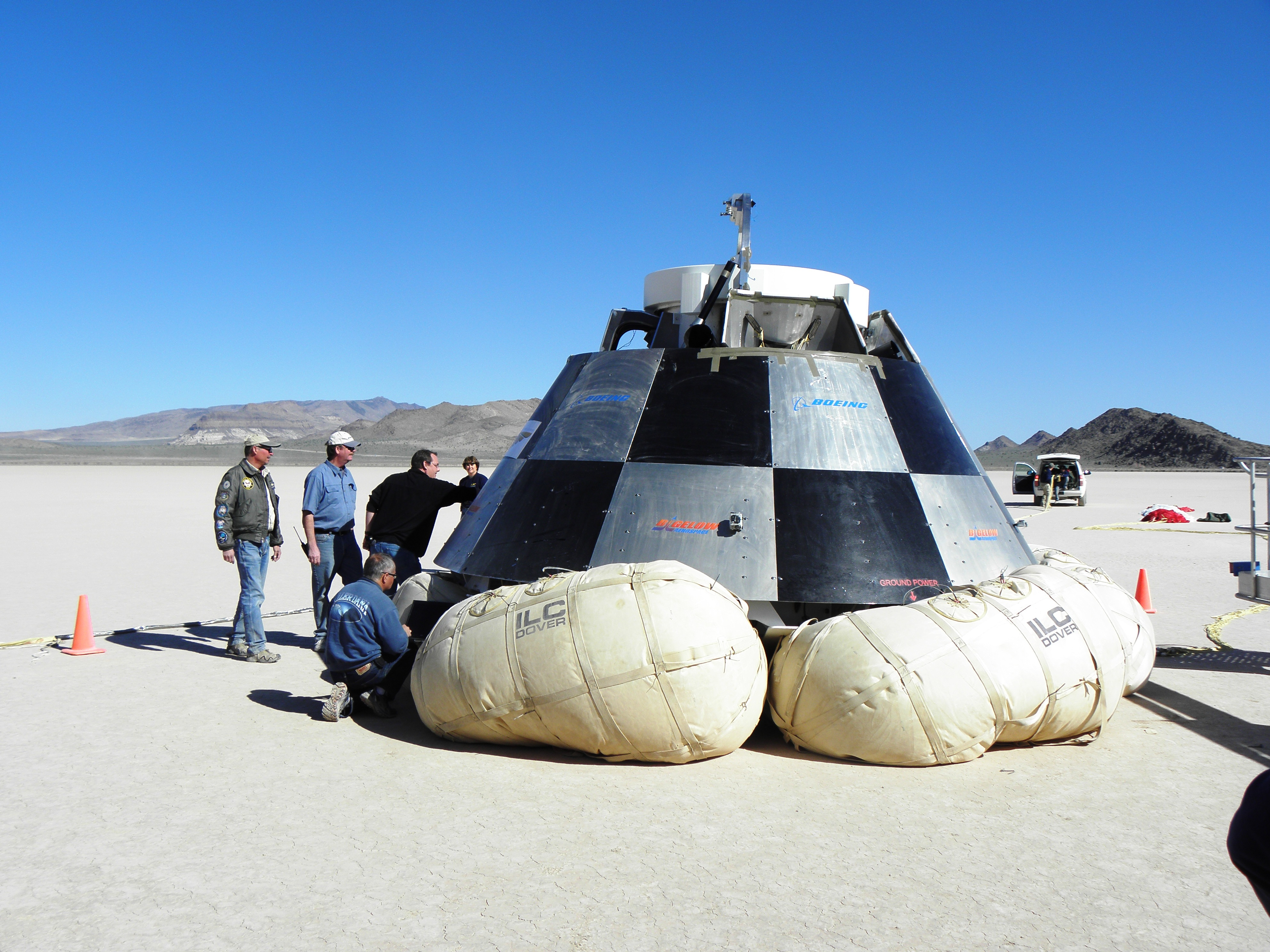
اختبار CST-100 كبسولة في بحيرة دي لامار الجافة، نيفادا، 2012.مع ملاحظة وسادة هوائية.

كبسولة الفضاء CST-100 هي مركبة فضائية التي تقوم بوينغ بالتعاون مع بيغلو الفضاء بتطويرها بتفويض من ناسا لنقل رواد الفضاء والتموينات إلى
محطة الفضاء الدولية، وإعادتهم  في إطار برنامج ناسا المسمى CCDev . سوف تكون مهمتها الأساسية لنقل الطاقم إلى محطة الفضاء الدولية. سيكون إقلاع الكبسولة على صاروخ حامل من نوع أطلس 5.
وكذلك النقل إلى المحطات الفضائية الخاصة مثل بيغلو الفضاء المقترح محطة الفضاء التجارية 
ظاهريا تبدو الكبسولة مشابهة ل أوريون (مركبة فضاء)، وهى المركبة الفضائية التي يجري بناؤها لناسا من قبل لوكهيد مارتن.
لم يتم الإفراج عن الأبعاد الدقيقة، ولكن الكبسولة تكون أكبر من مركبة القيادة ووحدة الخدمة وأصغر من كبسولة أوريون. ان سى إس تى-100 ستكون قادرة على حمل طواقم كبيرة تصل إلى 7 أشخاص نتيجة لزيادة الحجم الداخلي للسكن وخفض الوزن من المعدات اللازمة لدعم البقاء في مدار-أرضي منخفض نسبيا.[بحاجة لمصدر]
تم تصميمها لتكون قادرة على البقاء في المدار لمدة تصل إلى سبعة أشهر وإعادة استخدامها لمدة تصل إلى عشر بعثات.
في المرحلة الأولى من برنامج CCDev منحت ناسا شركة بوينغ 18 مليون دولار للتنمية الأولية للمركبة الفضائية. وفي المرحلة الثانية مُنحت شركة بوينغ 93 مليون دولار لمزيد من التطوير.
في 3 آب 2012، أعلنت وكالة ناسا تقديم دعم من 460 مليون دولار لشركة بوينغ لمواصلة العمل على سى إس تى-100 تحت برنامج القدرة التجاري المتكامل الطاقم (برنامج الطاقم التجاري).
ستكون سى إس تى-100 متوافقة مع مركبات متعددة الإطلاق، بما في ذلك أطلس 5 ، دلتا 4 ، وفالكون 9.
ومن المخطط أن يكون الإقلاع الأول للمركبة على الصاروخ أطلس 5 من ناسا.

## التاريخ

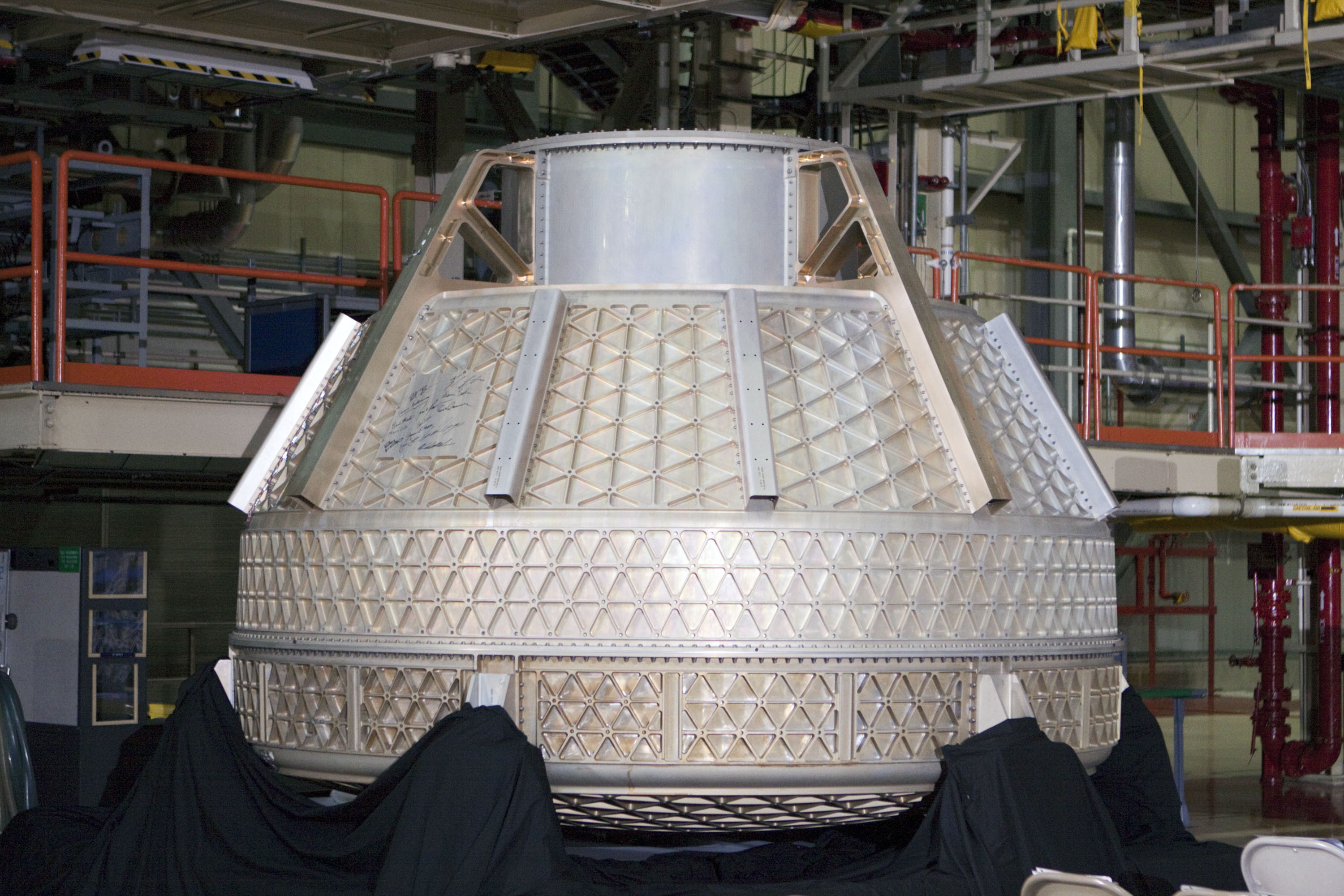
CST-100 مركبة الضغط في السابق معالجة المتتبع مرفق-3 في أكتوبر 2011

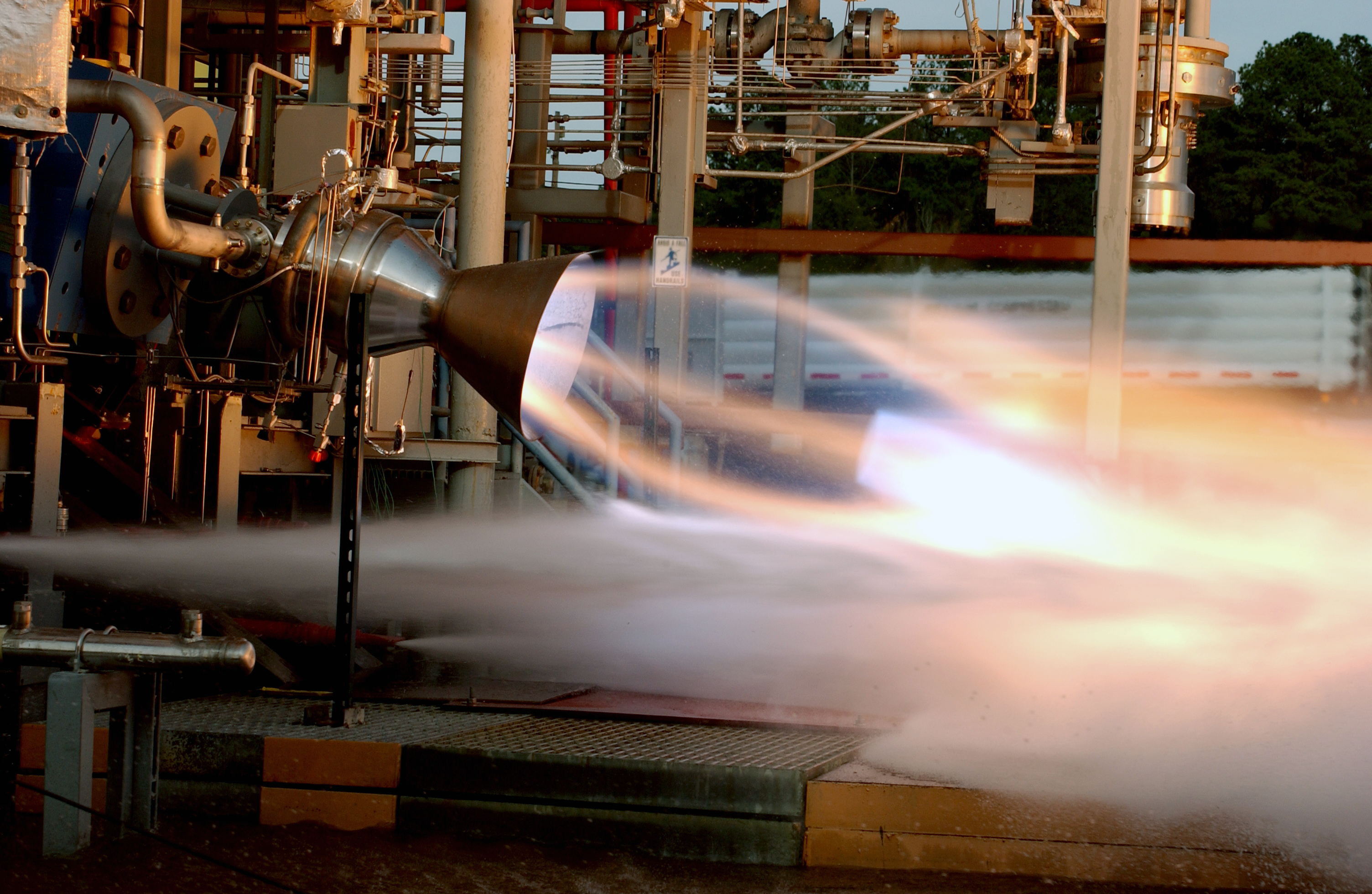
اختبار اطلاق RS-88 في ديسمبر 2003

البيانات الصحفية الأولى لبوينغ [متى؟] لم تذكر اسما ل سى إس تى-100. تم الكشف عن اسم سى إس تى-100 الأولى إلى الجمهور عن طريق بيغلو الفضاء الرئيس التنفيذي للشركة روبرت بيغلو، الذي أشار إلى الكبسولة سى إس تى-100 في حزيران، 2010. تقف الأحرف سى إس تى لطاقم النقل الفضائي وعدد 100 في الاسم لتعطي الارتفاع بالكيلومتر الذي ستكون عليه الكبسولة في مدارها (خط كارمان) المنخفض.

## مراحل التطوير
تلقي كامل مدفوعات سعر ثابت للبرنامج الطاقم التجاري المرحلة 1 (اتفاق قانون الفضاء) كان بشأن تنفيذ مجموعة من المعالم المحددة التي يتعين تحقيقها خلال عام 2010:[بحاجة لتحديث]
- دراسة اقتصادية واختيار نوع إنقاذ سواء من نوع pusher-type أو نوع آخر على غرار مشروع LAS للإنقاذ.
- مراجعة تعريف النظام.
- إظهار اختبار إحباط أجهزة النظام.
- إظهار تصنيع درع الحرارة القاعدى.
- عرض مرفق أنظمة إلكترونيات الطيران المتكاملة.
- عرض تصنيع درع الضغط CM .
- عرض نظام الهبوط (اختبار السقوط واختبار الاستواء على الماء).
- عرض تنشيط الدعم الجوي.
- مناورة الالتقاء والالتحام الآلي (AR & D)، عرض الأجهزة / والبرمجيات.
- مناورة وحدة تجريبية خالية، من الوحدات التي ستكون مأهولة.

ذكرت بوينغ أن الكبسولة يمكن أن تكون جاهزة للعمل بحلول عام 2015 مع الموافقات على التمويل على المدى القريب. ولكنها أشارت أيضا إلى أنها ستمضي قدما في تطوير سى إس تى-100 فقط إذا نفذت ناسا مبادرة نقل الطاقم التجاري التي تم الإعلان عنها من قبل إدارة أوباما في لطلب ميزانية FY11. وذكر مدير بوينغ التنفيذي «روجر كرون» أن إستثمار ناسا يسمح بأن تغلق بوينغ حافظة قطاع الأعمال، في حين أن هذا سيكون من الصعب للغاية دون توكيل من ناسا. بالإضافة أنه سوف تكون هناك حاجة إلى الوجهة الثانية إلى جانب محطة الفضاء الدولية لإغلاق حافظة قطاع الأعمال وقال كرون أن التعاون مع بيغلو كان حاسما لهذا.
منحت شركة بوينغ ل US$92٬300٬000 التعاقد من قبل وكالة ناسا في أبريل 2011 على مواصلة تطوير سى إس تى-100 تحت المرحلة CCDev 2. في 3 آب 2012، أعلنت وكالة ناسا دعما قدره 460 مليون دولار لشركة بوينغ لمواصلة العمل على سى إس تى-100 تحت برنامج تنمية الطاقم التجاري المتكاملة (برنامج الطاقم التجاري).